# غسان مطر (شاعر)
غسان مطر (1942) شاعر لبناني، له العديد من الأعمال الإبداعية، وكُتب في شعره عدة دراسات وأبحاث. شارك في العديد من المهرجانات الشعرية العربية، وله عدد من القصائد المغناة منها “غالي يا وطني”، وأغنية «أحبائي» للفنانة اللبنانية جوليا بطرس. كما كرمته عدة جهات ثقافية في لبنان والعالم العربي.

## سيرة
ولد غسان أنطونيوس مطر في بلدة تنورين (شمال لبنان) في العام 1942. تلقى علومه الابتدائية والمتوسطة في مدرسة الأخوة المريميين في جبيل، والثانوية في معهد الرسل في جونيه. انتسب إلى الجامعة اليسوعية والجامعة اللبنانية متخصصاً في الأدب العربي. بدأ حياته مدرساً للغة العربية وآدابها، وعمل مدة في الصحافة. وحاز شهادة الإجازة في الحقوق.
متأهل من ماغي عازوري، ولهما ابنة وحيدة لارا استشهدت سنة 1989 بانفجار سيارة في بيروت عن عمر سبعة عشر عاماً.

## نشاطه الثقافي والسياسي
عمل مطر في المحاماة والصحافة، وزاول السياسة حيث أنتخب نائبا في البرلمان اللبناني لدورتين (1992 و1996). وهو أحد أبرز أعضاء الحزب السوري القومي الاجتماعي في لبنان. حيث شغل عدة مواقع حزبية منها: منفذ عام، وعميد، وعضو مكتب سياسي، ورئيس مكتب سياسي.
شارك في كتب الأدب العربي للصفوف الثانوية في لبنان، وشغل منصب الأمين العام لاتحاد الكتاب اللبنانيين في العام 2006. ويعد من «الشعراء العرب الذين ناهضوا الاحتلال الصهيوني ودعوا للمقاومة ورفض التطبيع مع كيان الاحتلال ونبذ دعوات التخلي عن أي ذرة من تراب الأرض فجاء شعره مقاوما على الأغلب».

### شاعر القضية
منذ بداياته الأولى في الكتابة لقب غسان مطر بأنه شاعر القضية، ذلك أنه على مدى تاريخه الأدبي لم يغيّر مواقفه تجاه القضايا الكبرى التي تعصف بلبنان والمنطقة العربية، المتسمة بالتمرد على الواقع ورفض الخنوع والاستسلام والإيمان بقدرة الشعب على النهوض من الكبوات رغم تعاظم المآسي عليه، متسلحاً بحضارة.

## أعماله
لمطر نحو 15 مجموعة شعرية، وصدرت أعماله الكاملة مؤخرا في دمشق، من أعماله:
- أليسار (1968)[19]
- أحبك يا حزيران (1971)[20]
- لأنك تحبين هذا الشعر (1973) [11][21]
- أقسمت لن أبكي (1978) [22]
- يوميات غاضبة[15]
- انكسرت الأرض (1989)[13]
- عزف على قبر لارا (1990)
- هوامش على دم القصيدة (1990)
- نافذة لعصفور البكاء (1991)[23][24]
- مئذنة لأجراس الموت (2001)[25]
- بكاء فوق دم النخيل (2003)[26]
- رسائل بيدبا السرية (2005)[27][28]
- لمجدكِ هذا القليل (2006)[29]
- للموت سر آخر (2009)[8][17][30]
- وطلت فرس (2010)
- صار ضوءاً ونام (2011)
- أحزان مشردة (2015)[31]
- مزامير الغضب الحزين (2018)[32]
- الأعمال الشعرية الكاملة - مجلدان (2019 - دمشق)[33][34]

## وصلات خارجية
- الشاعر غسّان مطر لـ «اللواء»: اتحاد الكتاب اللبنانيِّين حكاية طويلة ومريرة
- غسان مطر: حزنه لا يثير البكاء... وشعره طريق إلى الحرية
- غسان مطر: الشعر نضال وموقف لتحرير الارض والانسان..لدي خوف على اللغة العربية
- الشاعر المسيحي الكبير غسان مطر: العراق بلدي وبيتي وكربلاء تاريخي وكرامتي